# Lijst van burgemeesters van Poortvliet
Dit is een lijst van burgemeesters van de voormalige Nederlandse gemeente Poortvliet in de provincie Zeeland.

Poortvliet ging per 1 juli 1971 op in de gemeente Tholen.
| Ambtsperiode                    | Naam burgemeester             | Leven       | Partij of stroming | Bijzonderheden                                                                                               |
| ------------------------------- | ----------------------------- | ----------- | ------------------ | --- |
| ???? - ????                     |                               |             |                    | |
| 31 maart 1832 - 1856            | Pieter van der Slikke         |             |                    | |
| 1856 - 27 augustus 1858         | M. de Man                     |             |                    | |
| 20 juni 1859 - 15 mei 1907      | Pieter (P.) Daane-van Stapele | *±1834-1917 |                    | |
| 1907 - 1919                     | J. van Gorsel                 |             |                    | |
| 1919 - 1921                     | J.G. Diepenhorst              | 1881-1963   |                    | Aansluitend burgemeester van Tholen.                                                                         |
| 1921 - 1924                     | Piet (P.) van Rees            | *1887       | ARP                | In een deel van deze periode tevens burgemeester van Scherpenisse. Aansluitend burgemeester van Papendrecht. |
| 20 augustus 1924 - 6 maart 1939 | W. Dronkers                   | 1875-1939   |                    | Voorafgaand en tevens in dezelfde periode secretaris van Poortvliet.                                         |
| 1939 - 1952                     | Benjamin Jacobus van Oeveren  | 1886-1975   | CHU                | |
| 1952 - 1 juli 1971              | Willem Jan (W.J.) van Doorn   | 1918-1982   | CHU                | Aansluitend burgemeester van Kamerik en Zegveld.                                                             |